# L'orgia
L'orgia (La orgía) è un film commedia del 1978 diretto da Francesc Bellmunt.

## Trama
Barcellona: Joan, un ragazzo che vive in una famiglia borghese e che non riesce ad instaurare un dialogo con gli austeri genitori, si unisce ad un gruppo di studenti di teatro per trascorrere insieme il fine settimana in un grande appartamento. Ben presto i giovani, che discutono sul tema della libertà d'espressione e lottano contro la repressione della società, si spogliano nudi e danno origine ad una lunga orgia.

## Accoglienza e critica
Girato originariamente in lingua catalana, venne ridoppiato dagli stessi attori in lingua spagnola. Si tratta di uno dei primi film a contenuto sessuale del periodo della transizione spagnola, pertanto fu considerata un'opera sperimentale di natura progressista, che all'epoca venne lodata dalla critica e dagli addetti ai lavori. È ritenuta una delle commedie generazionali più emblematiche di quel momento storico. Venne etichettato con la lettera "S", allora riservata ai film che potevano urtare la sensibilità degli spettatori. Una delle scene maggiormente ricordate del film è quella in cui il protagonista, Juan, interpretato da Juanjo Puigcorbé, percorre completamente nudo le strade del centro di Barcellona a cavallo della sua motocicletta.